# Thomas Belasyse (1er comte Fauconberg, 1627-1700)
Pour les articles homonymes, voir Belasyse.
Thomas Belasyse, 1er comte Fauconberg, (vers 1627 – 31 décembre 1700) est un pair anglais. Il soutient la cause parlementaire dans la Première révolution anglaise, se rapprochant d'Oliver Cromwell et épousant sa troisième fille, Mary. Après la restauration de la monarchie, il devient membre du Conseil privé de Charles II et est élevé au rang de comte par Guillaume III.

## Biographie
Il est le fils unique d'Henry Belasyse (1604-1647) (en), qui est le fils aîné de Thomas Belasyse (1er vicomte Fauconberg). Contrairement à son père et son grand-père royalistes, il soutient le Parlement pendant la Première révolution anglaise et devient par la suite un puissant appui d'Oliver Cromwell, avec la troisième fille duquel, Mary, il se marie en 1657. Son père est mort en 1647 et il succède à son grand-père à la vicomté de Fauconberg dans l'évêché de Durham en 1652.
Il redevient royaliste à la restauration de la monarchie et est nommé membre du Conseil privé d'Angleterre par Charles II et capitaine de la garde (où il succède à son oncle, John Belasyse (1er baron Belasyse)). Il est également ambassadeur d'Angleterre à Venise. Il est Lord Lieutenant du North Riding of Yorkshire – Il est l'un des nobles qui invite Guillaume d'Orange à se rendre en Angleterre et à ce titre le roi le crée comte Fauconberg, dans la pairie d'Angleterre, le 9 avril 1689 .
Il est mort en 1700,. Il n'a pas d'enfants et à sa mort, le comté s'éteint, mais sa vicomté est transmise à son neveu, Thomas Belasyse, 3e vicomte Fauconberg.

## Famille

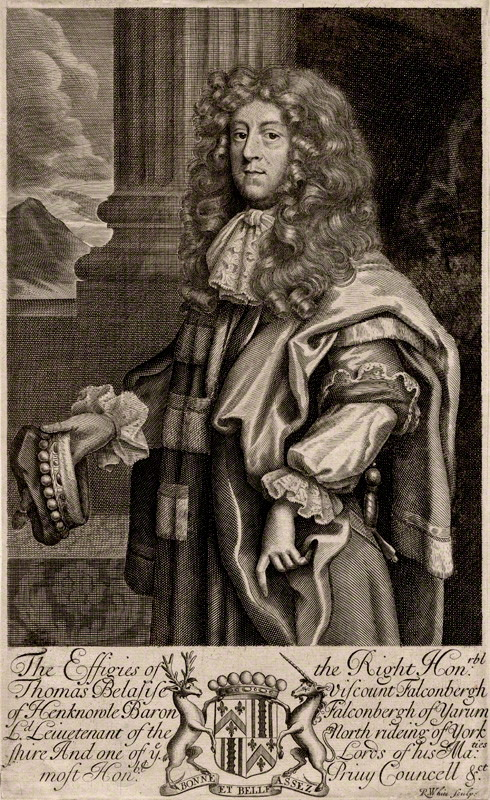
Le comte Fauconberg

Le 3 juillet 1651, il épouse Mildred, fille de Nicholas Saunderson, 2e vicomte Castleton. Elle est morte le 8 mai 1656. Le 18 novembre 1657, il épouse Mary Cromwell, la troisième fille d'Oliver Cromwell . Elle survit à son mari de treize ans mourant le 14 mars 1713 .
En Italie, Fauconberg traduit et publie l' Histoire du gouvernement de Venise de Nicolas Amelot de La Houssaye.